# RAF Mildenhall
RAF Mildenhall – baza lotnicza w Anglii, położona koło miasta Mildenhall, w hrabstwie Suffolk. Pierwotnie baza lotnictwa bombowego Royal Air Force (RAF), od lat 50. XX wieku głównym użytkownikiem oraz zarządcą bazy jest US Air Force. Jest to druga pod względem wielkości amerykańska baza wojskowa na terenie Wielkiej Brytanii, po znajdującej się nieopodal RAF Lakenheath. W 2022 roku stacjonowało tu 3688 osób personelu wojskowego.
Na terenie bazy stacjonują (2023): 100. Skrzydło Tankowania Powietrznego (100th Air Refueling Wing), 352. Skrzydło Operacji Specjalnych (352nd Special Operations Wing), 727. Eskadra Mobilności Powietrznej (727th Air Mobility Squadron), 95. Eskadra Rozpoznawcza (95th Reconnaissance Squadron) oraz 488. Eskadra Wywiadowcza (488th Intelligence Squadron). Na wyposażeniu tych jednostek znajdują się: tankowce powietrzne KC-135 Stratotanker, samoloty zwiadowcze Boeing RC-135V/W Rivet Joint oraz samoloty do operacji specjalnych MC-130J Commando II i CV-22 Osprey.

## Historia
Baza otwarta została 16 października 1934 roku, po czterech latach budowy. 19 września odbyła się ceremonia otwarcia z udziałem króla Jerzego V, a dzień później lotnisko posłużyło za punkt startowy wyścigu lotniczego MacRobertson Air Race z metą w Melbourne, w Australii, w którym udział brało dwadzieścia załóg. Oba wydarzenia przyciągnęły 70 tys. widzów. Niecały rok później, 6 lipca 1935 roku, w ramach obchodów srebrnego jubileuszu panowania Jerzego V, na terenie bazy odbył się uroczysty przegląd wojsk lotniczych z udziałem króla, w którym wzięło udział 370 samolotów z 38 eskadr, 1/3 ówczesnych brytyjskich sił powietrznych.
Pierwszą jednostką wojskową stacjonująca w Mildenhall, od 15 listopada 1934 roku, była 99. Eskadra RAF, początkowo wyposażona w samoloty Handley Page Heyford. W momencie przystąpienia Wielkiej Brytanii do II wojny światowej (3 września 1939) na terenie bazy stacjonowała 149. Eskadra wyposażona w samoloty Vickers Wellington. Około sześciu godzin po ogłoszeniu stanu wojny przez Chamberlaina, trzy należące do eskadry samoloty skierowane zostały do ataku przeciw flocie niemieckiej na Kanale Kilońskim, jednak zostały zawrócone przed osiągnięciem celu z powodu złych warunków pogodowych. Podczas wojny w Mildenhall stacjonowało kilka innych eskadr bombowych RAF, a także jedna kanadyjska i jedna nowozelandzka. Poza Wellingtonami na lotnisku bazowały bombowce Short Stirling, Avro Lancaster i Handley Page Halifax, a w pierwszych latach powojennych także Avro Lincoln. Na terenie bazy nakręcone zostały filmy propagandowe The Lion has Wings oraz Target for Tonight.
W 1946 roku RAF Mildenhall wytypowana została na jedną z pięciu baz na terytorium Wielkiej Brytanii, które miały zostać przystosowane do obsługi amerykańskich samolotów przenoszących broń jądrową. W marcu 1950 roku bazę opuściła ostatnia jednostka lotnicza RAF (dowództwo 3. Grupy RAF pozostawało tu do 1967 roku), a w lipcu tego samego roku, wkrótce po wybuchu wojny koreańskiej, przybyło tu pierwsze skrzydło US Air Force. W latach 50. bazowały tu samoloty bombowe B-29 Superfortress, B-50 Superfortress oraz B-47 Stratojet, a także tankowce powietrzne KC-97 Stratofreighter.
W 1958 roku RAF Mildenhall przejęło funkcję głównego węzła logistycznego US Air Force na terenie Wielkiej Brytanii, wcześniej pełnioną przez RAF Burtonwood. Otwarty został tu wówczas terminal pasażerski przeznaczony do obsługi personelu podróżującego pomiędzy Stanami Zjednoczonymi a bazami wojskowymi w Wielkiej Brytanii, czynny do dziś. W latach 80. korzystało z niego 100 000 pasażerów rocznie.
W latach 1978–1990 z bazy operowały samoloty rozpoznawcze SR-71 Blackbird, a w latach 1978–1983 także U-2.
W 2015 roku dowództwo amerykańskie ogłosiło zamiar zamknięcia bazy w 2023 roku. W późniejszym czasie termin został przesunięty na 2027 rok. W 2020 roku z planów zrezygnowano.

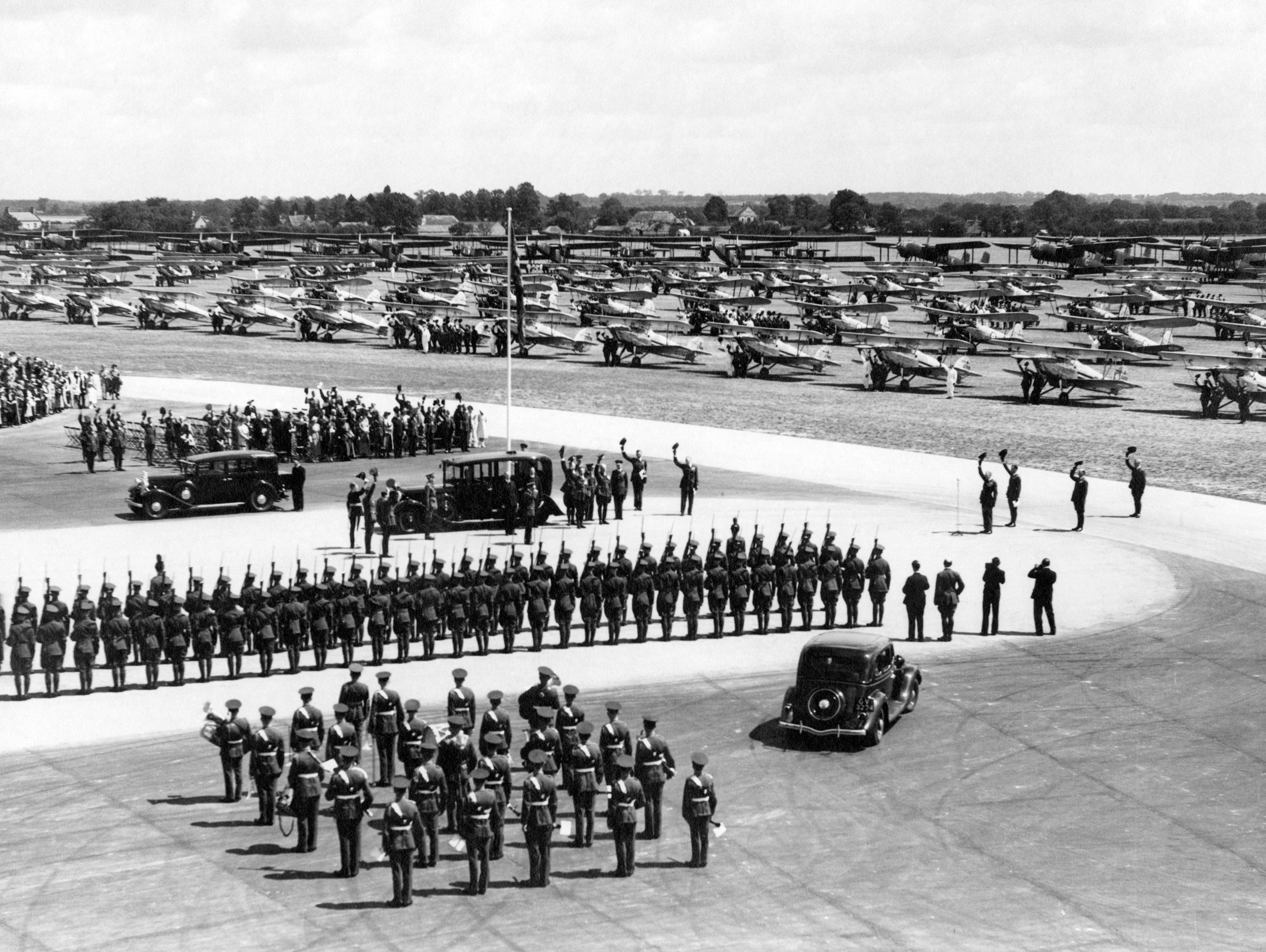
Uroczysty przegląd wojsk lotniczych przez króla Jerzego V, 1935 r.
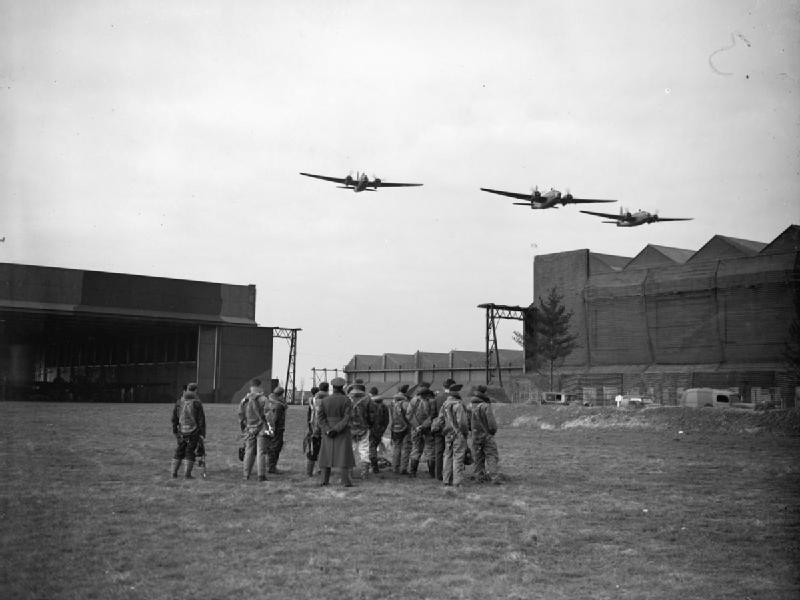
Trzy samoloty Vickers Wellington 149. Eskadry nad hangarami RAF Mildenhall, 1939–1941 r.
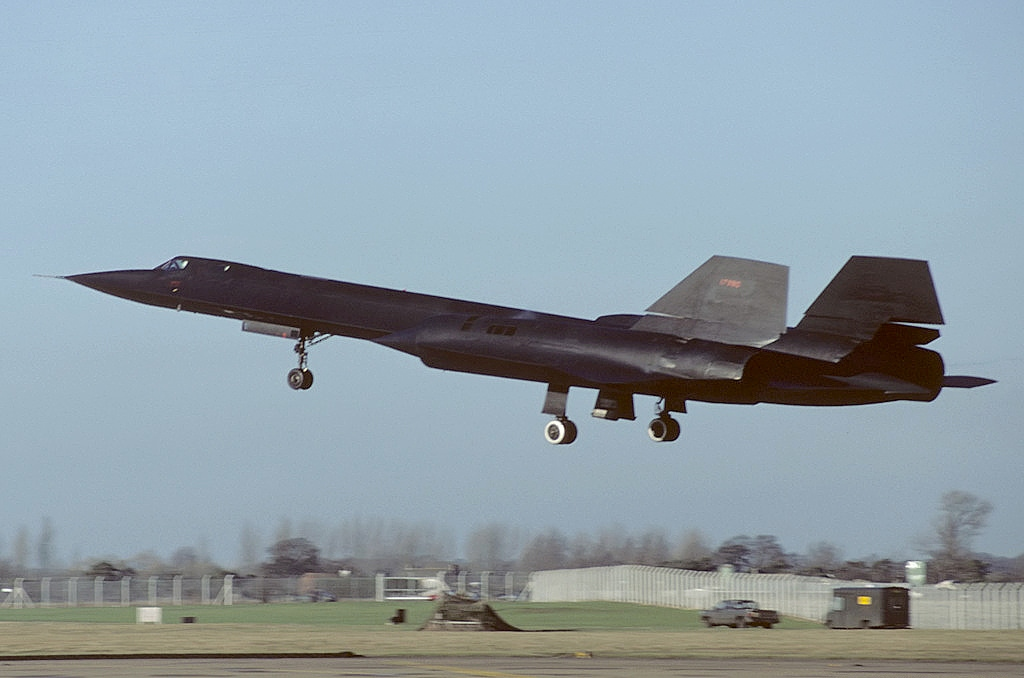
SR-71 Blackbird lądujący w RAF Mildenhall, 1985 r.
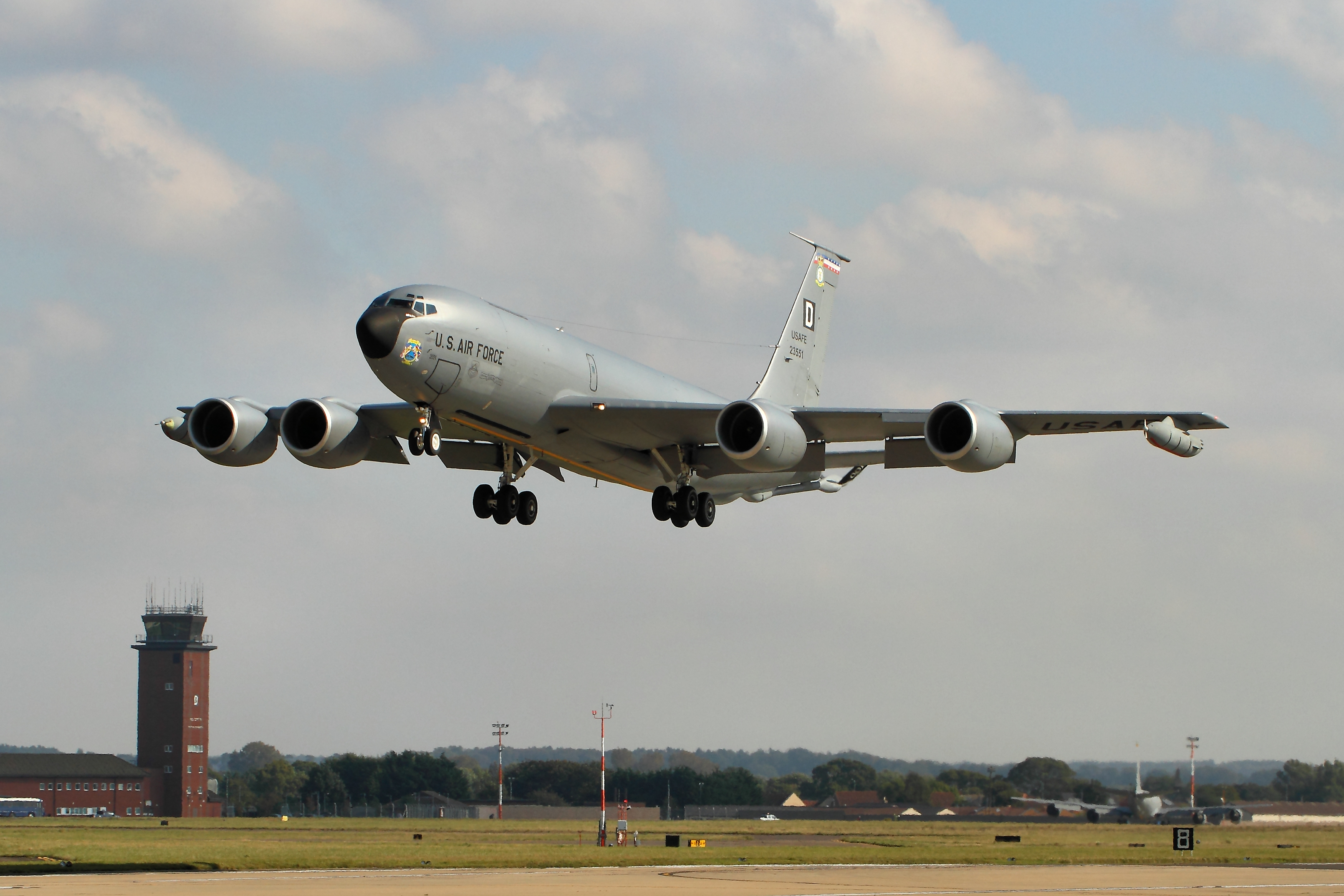
Tankowiec powietrzny KC-135 Stratotanker nad RAF Mildenhall, 2014 r.